# Slovenska moška odbojkarska reprezentanca
Slovenska odbojkarska reprezentanca je selekcija Odbojkarske zveze Slovenije, ki zastopa Slovenijo na mednarodni ravni. Selektor reprezentance (2025) je Fabio Soli, kapetan pa Tine Urnaut.  
Največji uspeh je reprezentanca dosegla leta 2015, ko je na evropskem prvenstvu osvojila prvo medaljo z velikih tekmovanj (srebro).

## Zgodovina
Slovenska moška odbojkarska reprezentanca je prvo uradno tekmo odigrala 24. aprila 1992, pod vodstvom trenerja Viktorja Krevsla. 
Slovenija je na evropskem prvenstvu prvič nastopila leta 2001. Takrat je osvojila 12. mesto. Na evropskem prvenstvu, ki je potekalo na Češkem, so za Slovenijo igrali Davor Čebron, Dejan Fujs, Bogdan Kotnik, Samo Miklavc, Dragan Pezelj, Matija Pleško, Mišo Pušnik, Dragan Radovič, Rok Satler, Sebastjan Škorc, David Slatinšek in Tomislav Šmuc. 

### Evropsko prvenstvo 2015
Na evropskem prvenstvu v odbojki 2015, ki sta ga takrat gostili Bolgarija in Italija, je slovenska reprezentanca v postavi Alen Pajenk, Alen Šket, Mitja Gasparini, Dejan Vinčić, Jan Kozamernik, Jan Klobučar, Jani Kovačič, Danijel Koncilja, Miha Plot, Jan Pokeršnik, Gregor Ropret, Tine Urnaut, Klemen Čebulj in Uroš Pavlović osvojila srebrno medaljo. Gre za največji uspeh slovenske odbojke do takrat.
Reprezentanco je na prvenstvu vodil Italijan Andrea Giani.

### Evropsko prvenstvo 2019
Na evropskem prvenstvu v odbojki 2019, ki ga je takrat Slovenija gostila skupaj s Francijo, Belgijo in Nizozemsko, je slovenska reprezentanca osvojila srebrno medaljo. Finale je potekal v Parizu, kjer je Slovenija izgubila proti Srbiji. 
Slovenci s srebrno medaljo postali edina evropska reprezentanca, ki je v štirih letih na evropskem prvenstvu osvojila dve kolajni. 

### Evropsko prvenstvo 2021
Na evropskem prvenstvu v odbojki 2021, ki so takrat gostile Poljska, Češka, Estonija in Finska, je slovenska reprezentanca osvojila srebrno medaljo. Finale je potekal na Poljskem, kjer je Slovenija izgubila proti Italiji (2:3).  Slovensko reprezentanco je na evropskem prvenstvu vodil Italijan Alberto Giuliani.

## Udeležbe na turnirjih

### Olimpijske igre
| Statistika Slovenije za olimpijske igre | Statistika Slovenije za olimpijske igre | Statistika Slovenije za olimpijske igre | Statistika Slovenije za olimpijske igre | Statistika Slovenije za olimpijske igre | Statistika Slovenije za olimpijske igre | Statistika Slovenije za olimpijske igre | Statistika Slovenije za olimpijske igre | . | Opombe                            |
| Leto                                    | Krog                                    | Mesto                                   | T                                       | Z                                       | P                                       | N+                                      | N-                                      | . | Opombe                            |
| --------------------------------------- | --------------------------------------- | --------------------------------------- | --------------------------------------- | --------------------------------------- | --------------------------------------- | --------------------------------------- | --------------------------------------- | - | --------------------------------- |
| 1964-1992                               | Slovenija je bila del Jugoslavije       | Slovenija je bila del Jugoslavije       | Slovenija je bila del Jugoslavije       | Slovenija je bila del Jugoslavije       | Slovenija je bila del Jugoslavije       | Slovenija je bila del Jugoslavije       | Slovenija je bila del Jugoslavije       | . |                                   |
| 1996                                    | Ni se kvalificirala                     | Ni se kvalificirala                     | Ni se kvalificirala                     | Ni se kvalificirala                     | Ni se kvalificirala                     | Ni se kvalificirala                     | Ni se kvalificirala                     | . | izgubila kvalifikacije za EP 1995 |
| 2000                                    | Niso sodelovala                         | Niso sodelovala                         | Niso sodelovala                         | Niso sodelovala                         | Niso sodelovala                         | Niso sodelovala                         | Niso sodelovala                         | . |                                   |
| 2004                                    | Ni se kvalificirala                     | Ni se kvalificirala                     | Ni se kvalificirala                     | Ni se kvalificirala                     | Ni se kvalificirala                     | Ni se kvalificirala                     | Ni se kvalificirala                     | . |                                   |
| 2008                                    | Niso sodelovala                         | Niso sodelovala                         | Niso sodelovala                         | Niso sodelovala                         | Niso sodelovala                         | Niso sodelovala                         | Niso sodelovala                         | . |                                   |
| 2012                                    | Ni se kvalificirala                     | Ni se kvalificirala                     | Ni se kvalificirala                     | Ni se kvalificirala                     | Ni se kvalificirala                     | Ni se kvalificirala                     | Ni se kvalificirala                     | . |                                   |
| 2016                                    | Ni se kvalificirala                     | Ni se kvalificirala                     | Ni se kvalificirala                     | Ni se kvalificirala                     | Ni se kvalificirala                     | Ni se kvalificirala                     | Ni se kvalificirala                     | . |                                   |
| 2020                                    | Ni se kvalificirala                     | Ni se kvalificirala                     | Ni se kvalificirala                     | Ni se kvalificirala                     | Ni se kvalificirala                     | Ni se kvalificirala                     | Ni se kvalificirala                     | . |                                   |
| 2024                                    | 5.mesto                                 | 5.mesto                                 | 5.mesto                                 | 5.mesto                                 | 5.mesto                                 | 5.mesto                                 | 5.mesto                                 | . |                                   |
| 2028                                    |                                         |                                         |                                         |                                         |                                         |                                         |                                         | . |                                   |

### Svetovno prvenstvo
| Statistika Slovenije za Svetovna prvenstva | Statistika Slovenije za Svetovna prvenstva | Statistika Slovenije za Svetovna prvenstva | Statistika Slovenije za Svetovna prvenstva | Statistika Slovenije za Svetovna prvenstva | Statistika Slovenije za Svetovna prvenstva | Statistika Slovenije za Svetovna prvenstva | Statistika Slovenije za Svetovna prvenstva | . | Opombe    |
| Leto                                       | Krog                                       | Mesto                                      | T                                          | Z                                          | P                                          | N+                                         | N-                                         | . | Opombe    |
| ------------------------------------------ | ------------------------------------------ | ------------------------------------------ | ------------------------------------------ | ------------------------------------------ | ------------------------------------------ | ------------------------------------------ | ------------------------------------------ | - | --------- |
| 1949-1990                                  | Slovenija je bila del Jugoslavije          | Slovenija je bila del Jugoslavije          | Slovenija je bila del Jugoslavije          | Slovenija je bila del Jugoslavije          | Slovenija je bila del Jugoslavije          | Slovenija je bila del Jugoslavije          | Slovenija je bila del Jugoslavije          | . |           |
| 1994                                       | Ni se kvalificirala                        | Ni se kvalificirala                        | Ni se kvalificirala                        | Ni se kvalificirala                        | Ni se kvalificirala                        | Ni se kvalificirala                        | Ni se kvalificirala                        | . |           |
| 1998                                       | Ni se kvalificirala                        | Ni se kvalificirala                        | Ni se kvalificirala                        | Ni se kvalificirala                        | Ni se kvalificirala                        | Ni se kvalificirala                        | Ni se kvalificirala                        | . |           |
| 2002                                       | Ni se kvalificirala                        | Ni se kvalificirala                        | Ni se kvalificirala                        | Ni se kvalificirala                        | Ni se kvalificirala                        | Ni se kvalificirala                        | Ni se kvalificirala                        | . |           |
| 2006                                       | Ni se kvalificirala                        | Ni se kvalificirala                        | Ni se kvalificirala                        | Ni se kvalificirala                        | Ni se kvalificirala                        | Ni se kvalificirala                        | Ni se kvalificirala                        | . |           |
| 2010                                       | Ni se kvalificirala                        | Ni se kvalificirala                        | Ni se kvalificirala                        | Ni se kvalificirala                        | Ni se kvalificirala                        | Ni se kvalificirala                        | Ni se kvalificirala                        | . |           |
| 2014                                       | Ni se kvalificirala                        | Ni se kvalificirala                        | Ni se kvalificirala                        | Ni se kvalificirala                        | Ni se kvalificirala                        | Ni se kvalificirala                        | Ni se kvalificirala                        | . |           |
| 2018                                       | II skupinski del                           | 9-12/24                                    | 8                                          | 4                                          | 4                                          | 17                                         | 16                                         | . |           |
| 2022                                       | Polfinale                                  | 4/24                                       | 7                                          | 4                                          | 3                                          | 15                                         | 11                                         | . | Gostitelj |

### Evropsko prvenstvo
| Statistika Slovenije za Evropska prvenstva | Statistika Slovenije za Evropska prvenstva | Statistika Slovenije za Evropska prvenstva | Statistika Slovenije za Evropska prvenstva | Statistika Slovenije za Evropska prvenstva | Statistika Slovenije za Evropska prvenstva | Statistika Slovenije za Evropska prvenstva | Statistika Slovenije za Evropska prvenstva | . | Opombe    |  |
| Leto                                       | Krog                                       | Mesto                                      | T                                          | Z                                          | P                                          | N+                                         | N-                                         | . | Opombe    |  |
| ------------------------------------------ | ------------------------------------------ | ------------------------------------------ | ------------------------------------------ | ------------------------------------------ | ------------------------------------------ | ------------------------------------------ | ------------------------------------------ | - | --------- |  |
| 1948-1991                                  | Slovenija je bila del Jugoslavije          | Slovenija je bila del Jugoslavije          | Slovenija je bila del Jugoslavije          | Slovenija je bila del Jugoslavije          | Slovenija je bila del Jugoslavije          | Slovenija je bila del Jugoslavije          | Slovenija je bila del Jugoslavije          | . |           |  |
| 1993                                       | Ni se kvalificirala                        | Ni se kvalificirala                        | Ni se kvalificirala                        | Ni se kvalificirala                        | Ni se kvalificirala                        | Ni se kvalificirala                        | Ni se kvalificirala                        | . |           |  |
| 1995                                       | Ni se kvalificirala                        | Ni se kvalificirala                        | Ni se kvalificirala                        | Ni se kvalificirala                        | Ni se kvalificirala                        | Ni se kvalificirala                        | Ni se kvalificirala                        | . |           |  |
| 1997                                       | Ni se kvalificirala                        | Ni se kvalificirala                        | Ni se kvalificirala                        | Ni se kvalificirala                        | Ni se kvalificirala                        | Ni se kvalificirala                        | Ni se kvalificirala                        | . |           |  |
| 1999                                       | Ni se kvalificirala                        | Ni se kvalificirala                        | Ni se kvalificirala                        | Ni se kvalificirala                        | Ni se kvalificirala                        | Ni se kvalificirala                        | Ni se kvalificirala                        | . |           |  |
| 2001                                       | Skupinski del                              | 11-12/12                                   | 5                                          | 0                                          | 5                                          | 3                                          | 15                                         | . |           |  |
| 2003                                       | Ni se kvalificirala                        | Ni se kvalificirala                        | Ni se kvalificirala                        | Ni se kvalificirala                        | Ni se kvalificirala                        | Ni se kvalificirala                        | Ni se kvalificirala                        | . |           |  |
| 2005                                       | Ni se kvalificirala                        | Ni se kvalificirala                        | Ni se kvalificirala                        | Ni se kvalificirala                        | Ni se kvalificirala                        | Ni se kvalificirala                        | Ni se kvalificirala                        | . |           |  |
| 2007                                       | Skupinski del                              | 16/16                                      | 3                                          | 0                                          | 3                                          | 2                                          | 9                                          | . |           |  |
| 2009                                       | Skupinski del                              | 15/16                                      | 3                                          | 0                                          | 3                                          | 1                                          | 9                                          | . |           |  |
| 2011                                       | Dodatni krog                               | 9/16                                       | 4                                          | 2                                          | 2                                          | 9                                          | 8                                          | . |           |  |
| 2013                                       | Skupinski del                              | 13/16                                      | 3                                          | 1                                          | 2                                          | 5                                          | 7                                          | . |           |  |
| 2015                                       | Finale                                     | 2/16                                       | 7                                          | 4                                          | 3                                          | 14                                         | 12                                         | . |           |  |
| 2017                                       | Četrtfinale                                | 8/16                                       | 5                                          | 2                                          | 3                                          | 6                                          | 9                                          | . |           |  |
| 2019                                       | Finale                                     | 2/24                                       | 9                                          | 6                                          | 3                                          | 20                                         | 13                                         | . | Gostitelj |  |
| 2021                                       | Finale                                     | 2/24                                       | 9                                          | 6                                          | 3                                          | 21                                         | 11                                         | . |           |  |
| 2023                                       | Polfinale                                  | 3/24                                       | 9                                          | 8                                          | 1                                          | 25                                         | 9                                          | . |           |  |

## Reprezentanca
| Št. | Ime in priimek        | Datum rojstva      | Višina | Teža   | Klub                     |
| --- | --------------------- | ------------------ | ------ | ------ | ------------------------ |
| 1   | Tonček Štern          | 14. november 1995  | 1,98 m | 95 kg  | Olympiacos               |
| 2   | Alen Pajenk           | 23. april 1986     | 2,03 m | 92 kg  | Olympiacos               |
| 3   | Uroš Planinšič        | 9. maj 1998        | 1,85 m | 88 kg  |                          |
| 4   | Jan Kozamernik        | 24. december 1995  | 2,04 m | 103 kg | Asseco Resovia           |
| 5   | Alen Šket             | 28. marec 1988     | 2,05 m | 92 kg  | ACH Volley               |
| 6   | Mitja Gasparini       | 26. junij 1984     | 2,02 m | 93 kg  |                          |
| 7   | Alan Košenina         | 30. avgust 1996    | 1,89 m | 80 kg  | Calcit Kamnik            |
| 8   | Črtomir Bošnjak       | 21. september 2000 | 1,95 m | 85 kg  | ACH Volley               |
| 9   | Dejan Vinčić          | 15. september 1986 | 2,00 m | 93 kg  | VfB Friedrichshafen      |
| 10  | Sašo Štalekar         | 3. maj 1996        | 2,14 m | 98 kg  | Berlin Recycling Volleys |
| 11  | Danijel Koncilja      | 4. september 1990  | 2,01 m | 95 kg  | ACH Volley               |
| 12  | Jan Klobučar          | 11. december 1992  | 1,96 m | 92 kg  | Calcit Kamnik            |
| 13  | Jani Kovačič          | 14. junij 1992     | 1,86 m | 83 kg  | ACH Volley               |
| 14  | Žiga Štern            | 2. januar 1994     | 1,93 m | 88 kg  | VfB Friedrichshafen      |
| 15  | Matic Videčnik        | 31. julij 1993     | 2,03 m | 84 kg  | ACH Volley               |
| 16  | Gregor Ropret         | 1. marec 1989      | 1,92 m | 89 kg  | Sir Safety Conad Perugia |
| 17  | Tine Urnaut (Kapetan) | 3. september 1988  | 2,00 m | 88 kg  | JTEKT Stings             |
| 18  | Klemen Čebulj         | 21. februar 1992   | 2,02 m | 96 kg  | Asseco Resovia           |
| 19  | Rok Možič             | 17. januar 2002    | 1,98 m | 80 kg  | Verona Volley            |
| 20  | Nik Mujanovič         | 14. oktober 2004   | 2,04 m | 92 kg  | Calcit Kamnik            |
| 21  | Gregor Pernuš         | 16. julij 1999     | 1,96 m | 88 kg  | Merkur Maribor           |
| 22  | Janž Janez Kržič      | 26. junij 2003     | 2,02 m | 86 kg  | Merkur Maribor           |
| 23  | Jure Okroglič         | 27. januar 1997    | 1,91 m | 80 kg  | ACH Volley               |

## Selektorji
| Selektor          | D          | od   | do   | Največji uspehi |
| ----------------- | ---------- | ---- | ---- | --------------- |
| Viktor Krevsel    | Slovenija  | 1992 | 1992 |                 |
| Luka Lobnik       | Slovenija  | 1992 | 1992 |                 |
| Viktor Krevsel    | Slovenija  | 1993 | 1996 |                 |
| Vladimir Janković | Hrvaška    | 1996 | 1997 |                 |
| Gregor Hribar     | Slovenija  | 1997 | 2005 |                 |
| Iztok Kšela       | Slovenija  | 2005 | 2008 |                 |
| Gregor Hribar     | Slovenija  | 2008 | 2010 |                 |
| Veselin Vuković   | Črna gora  | 2010 | 2012 |                 |
| Luka Slabe        | Slovenija  | 2012 | 2015 |                 |
| Andrea Giani      | Italija    | 2015 | 2016 | EP 2015         |
| Slobodan Kovač    | Srbija     | 2017 | 2018 | EP 2019         |
| Alberto Giuliani  | Italija    | 2019 | 2021 | EP 2021         |
| Mark Lebedew      | Avstralija | 2022 | 2022 |                 |
| Gheorghe Crețu    | Romunija   | 2022 | 2025 | EP 2023         |
| Fabio Soli        | Italija    | 2025 |      |                 |